# Férfi rúdugrás a 2011. évi nyári európai ifjúsági olimpiai fesztiválon
A 2011. évi nyári európai ifjúsági olimpiai fesztiválon az atlétikai versenyszámokat Trabzonban rendezték. A férfi rúdugrás selejtezőjét július 27.-én, a döntőjét pedig július 29.-én rendezték.

## Selejtező
| H  | Cs | Név                      | Nemzet             | 3.90 | 4.10 | 4.30 | 4.50 | 4.60 | 4.70 | E    | Mj   |
| -- | -- | ------------------------ | ------------------ | ---- | ---- | ---- | ---- | ---- | ---- | ---- | ---- |
| 1  | A  | Medhi Amar Rouana        | Franciaország      |      |      |      | o    |      | o    | 4.70 | Q    |
| 2  | A  | Lukas Wirth              | Ausztria           |      |      |      | xo   | o    | o    | 4.70 | Q    |
| 3  | A  | Georgiy Bykov            | Ukrajna            |      |      |      |      | xo   | o    | 4.70 | Q    |
| 4  | A  | Jack Phipps              | Egyesült Királyság |      |      | o    | o    | xxo  | o    | 4.70 | Q PB |
| 5  | B  | Robert Renner            | Szlovénia          |      |      |      |      | o    |      | 4.60 | q    |
| 6  | B  | Umit Sungur              | Törökország        |      |      | xo   | o    | o    |      | 4.60 | q    |
| 7  | A  | Marc Vela                | Spanyolország      |      |      |      | o    | xo   | xxx  | 4.60 | q    |
| 8  | B  | Hrvoje Sedlar            | Horvátország       |      | o    | o    | o    | xx   |      | 4.50 | q    |
| 9  | B  | Torben Laidig            | Németország        |      |      |      | o    |      |      | 4.50 | q    |
| 10 | B  | Karol Pawlik             | Lengyelország      |      |      | o    | o    | xxx  |      | 4.50 | q    |
| 11 | A  | Etamar Rachmie Bhastekar | Izrael             |      | xo   | o    | o    | xxx  |      | 4.50 | q    |
| 12 | A  | Einari Valimaki          | Finnország         |      |      | xxo  | xo   | xxx  |      | 4.50 | q    |
| 13 | B  | Menno Vloon              | Hollandia          |      | xo   | xo   | xo   | xxx  |      | 4.50 | q    |
| 14 | B  | Spyridon Chatziioannidis | Görögország        |      |      | xo   | xxx  |      |      | 4.30 |      |
| -  | B  | Dimitris Houlos          | Ciprus             |      |      |      |      |      |      |      | NM   |
| -  | A  | Kristjan Rosenberg       | Moldova            |      |      |      |      |      |      |      | NM   |

## Döntő
| H     | Név                      | Nemzet             | 4.00 | 4.20 | 4.40 | 4.55 | 4.65 | 4.75 | 4.85 | 4.90 | 4.95 | 5.00 | 5.05 | 5.10 | 5.15 | 5.31 | 5.36 | E    | Mj  |
| ----- | ------------------------ | ------------------ | ---- | ---- | ---- | ---- | ---- | ---- | ---- | ---- | ---- | ---- | ---- | ---- | ---- | ---- | ---- | ---- | --- |
| Arany | Robert Renner            | Szlovénia          |      |      |      |      | o    |      | o    |      | o    |      | o    |      | o    | xxo  | xxx  | 5.31 | CR  |
| Ezüst | Torben Laidig            | Németország        |      |      |      |      |      |      |      |      |      | xxo  | x-   | xx   |      |      |      | 5.00 | PB  |
| Bronz | Georgiy Bykov            | Ukrajna            |      |      |      |      | o    | o    | xxo  | o    | xo   | xxx  |      |      |      |      |      | 4.95 |     |
| 4     | Lukas Wirth              | Ausztria           |      |      |      | o    | o    | o    | xxo  | o    | xxo  | xxx  |      |      |      |      |      | 4.95 | PB  |
| 5     | Medhi Amar Rouana        | Franciaország      |      |      |      |      | o    |      | xxo  |      | xxx  |      |      |      |      |      |      | 4.85 |     |
| 6     | Jack Phipps              | Egyesült Királyság |      |      | o    | o    | xo   | o    | xxx  |      |      |      |      |      |      |      |      | 4.75 | PB  |
| 7     | Umit Sungur              | Törökország        |      |      | o    | o    | o    | xxx  |      |      |      |      |      |      |      |      |      | 4.65 |     |
| 8     | Etamar Rachmie Bhastekar | Izrael             |      | xo   | o    | o    | o    | xxx  |      |      |      |      |      |      |      |      |      | 4.65 | PB  |
| 9     | Menno Vloon              | Hollandia          |      | o    |      | xo   | xxo  | xxx  |      |      |      |      |      |      |      |      |      | 4.65 | PB  |
| 10    | Marc Vela                | Spanyolország      |      |      |      | o    |      | xxx  |      |      |      |      |      |      |      |      |      | 4.55 |     |
| 11    | Einari Valimaki          | Finnország         |      |      | xo   | o    | xxx  |      |      |      |      |      |      |      |      |      |      | 4.55 |     |
| 12    | Karol Pawlik             | Lengyelország      |      | o    | o    | xo   | xxx  |      |      |      |      |      |      |      |      |      |      | 4.55 |     |
| -     | Hrvoje Sedlar            | Horvátország       |      |      |      |      |      |      |      |      |      |      |      |      |      |      |      | -    | DNS |